# Астралага, Андер
Андер Астралага Арангурен (исп. Ander Astralaga Aranguren; родился 3 марта 2004, Беранго, Испания) — испанский футболист, вратарь клуба «Барселона Атлетик», выступающий на правах аренды за клуб «Гранада».

## Клубная карьера

### Ранние годы
Андер Астралага родился в Беранго и начал свою футбольную карьеру в местном клубе Карабигане. В 2014 году он перешёл в академию «Атлетик Бильбао». Летом 2018 года Астралага присоединился к «Ла Масии» (молодёжной академии «Барселоны»), начав выступления за команду до 16 лет.
Со временем он прогрессировал в системе молодёжных команд и 27 марта 2022 года провёл свой первый матч за «Барселону Атлетик» против «Бетис Депортиво». 

### Переход в основную команду
28 января 2023 года Астралага впервые был включён в заявку на матч основной команды «Барселоны» против «Жироны». В июле 2024 года он подписал новый контракт с клубом, продлив соглашение до июня 2026 года. Свой неофициальный дебют за основную команду он совершил 22 декабря 2023 года в Далласе, приняв участие в товарищеской встрече против «Клуба Америка».

## Международная карьера
Андер Астралага выступает за юношеские сборные Испании. 10 октября 2021 года он дебютировал за сборную Испании до 18 лет в матче против Румынии (U-18). В общей сложности он провёл шесть игр за U-18, после чего был переведён в сборную до 19 лет. 
29 августа 2022 года Астралага сыграл свой первый матч за команду U19 в товарищеской встрече с Израилем (0:0). В третьем матче за молодёжную сборную, 10 июля 2023 года, он участвовал в игре против Норвегии на чемпионате Европы U-19, которая также завершилась вничью 0:0. 

## Личная жизнь
Его младшая сестра, Эунате Астралага (родилась в 2005 году), также является футболисткой и играет на позиции вратаря. В 2024 году она выступала за команду «Атлетик Клуб Феменино Б», а также за женскую сборную Испании до 19 лет. 

## Статистика выступлений

### Клубная карьера
| Выступление       | Выступление          | Выступление      | Лига | Лига | Кубок | Кубок | Еврокубки | Еврокубки | Прочие | Прочие | Итого | Итого |
| Клуб              | Лига                 | Сезон            | Игры | Голы | Игры  | Голы  | Игры      | Голы      | Игры   | Голы   | Игры  | Голы  |
| ----------------- | -------------------- | ---------------- | ---- | ---- | ----- | ----- | --------- | --------- | ------ | ------ | ----- | ----- |
| Барселона Атлетик | Первый дивизион RFEF | 2021/22          | 1    | 0    | —     | —     | —         | —         | —      | —      | 1     | 0     |
| Барселона Атлетик | Первый дивизион RFEF | 2022/23          | 2    | 0    | —     | —     | —         | —         | 1      | 0      | ?     | 0     |
| Барселона Атлетик | Первый дивизион RFEF | 2023/24          | 16   | 0    | —     | —     | —         | —         | —      | —      | 16    | 0     |
| Барселона Атлетик | Первый дивизион RFEF | 2024/25          | 3    | 0    | —     | —     | —         | —         | —      | —      | 3     | 0     |
| Барселона Атлетик | Итого                | Итого            | 22   | 0    | —     | —     | —         | —         | 1      | 0      | 23    | 0     |
| Барселона         | Примера              | 2024/25          | 0    | 0    | 0     | 0     | 0         | 0         | —      | —      | 0     | 0     |
| Барселона         | Итого                | Итого            | 0    | 0    | 0     | 0     | 0         | 0         | 0      | 0      | 0     | 0     |
| Всего за карьеру  | Всего за карьеру     | Всего за карьеру | 22   | 0    | 0     | 0     | 0         | 0         | 1      | 0      | 23    | 0     |

1. ↑  Кубок Испании.
2. ↑  Лига чемпионов УЕФА.
3. ↑  Выступление в плей-офф первого дивизиона RFEF 2023